# عمران شاه
عمران شاه (8 سبتمبر 1978 في المملكة المتحدة - ) (بالإنجليزية: Imran Shah)‏ هو لاعب كريكت بريطاني. لعب مع Northumberland County Cricket Club ‏.

## وصلات خارجية
- عمران شاه على موقع إي آس بي آن كريك إنفو (الإنجليزية)